# Durban-Corbières
Durban-Corbières är en kommun i departementet Aude i regionen Occitanien  i södra Frankrike. Kommunen ligger  i kantonen Durban-Corbières som ligger i arrondissementet Narbonne. År 2022 hade Durban-Corbières 644 invånare.

## Befolkningsutveckling
Antalet invånare i kommunen Durban-Corbières
Referens: INSEE

## Galleri

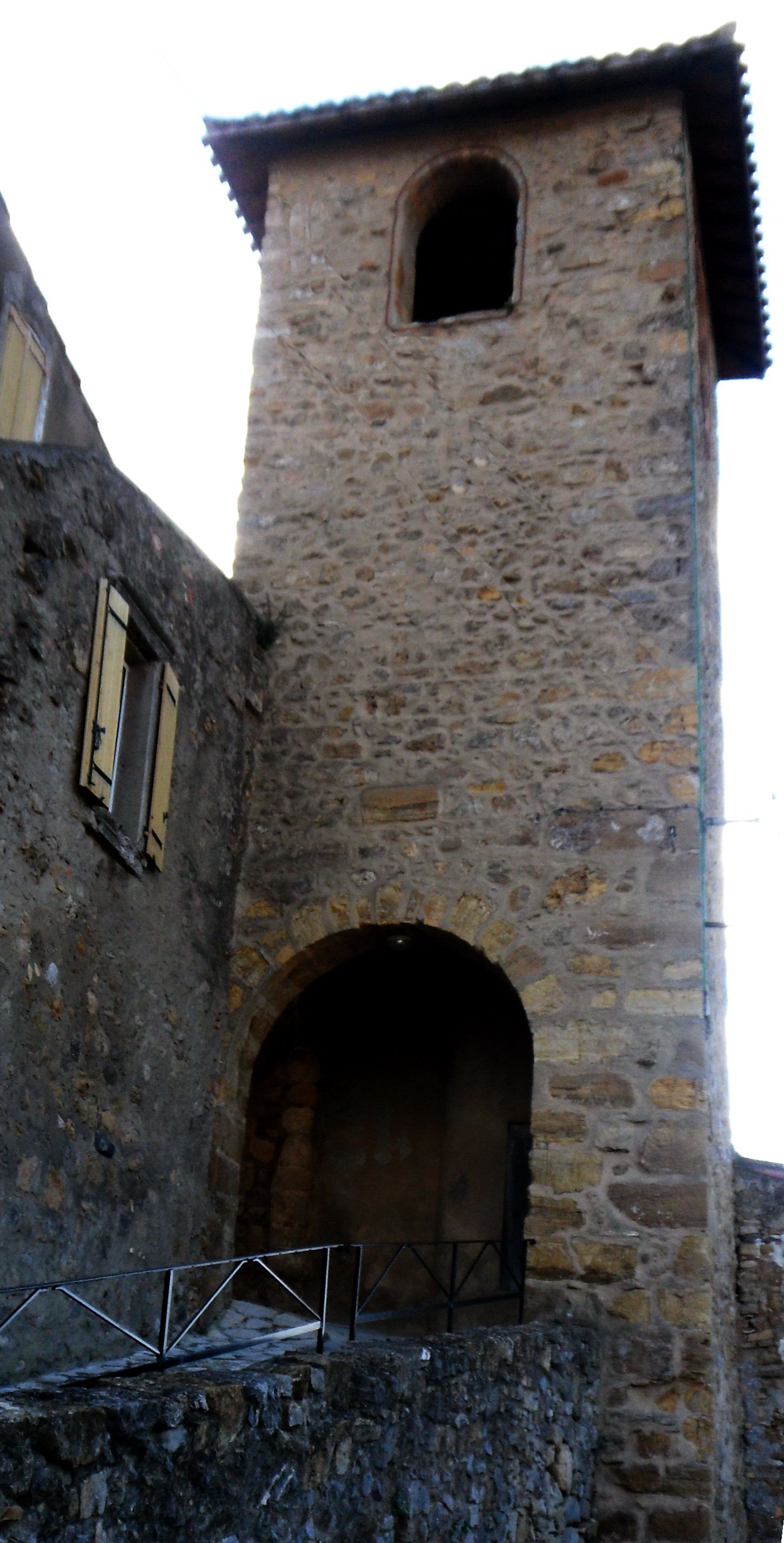
Chateau de Durban-Corbières
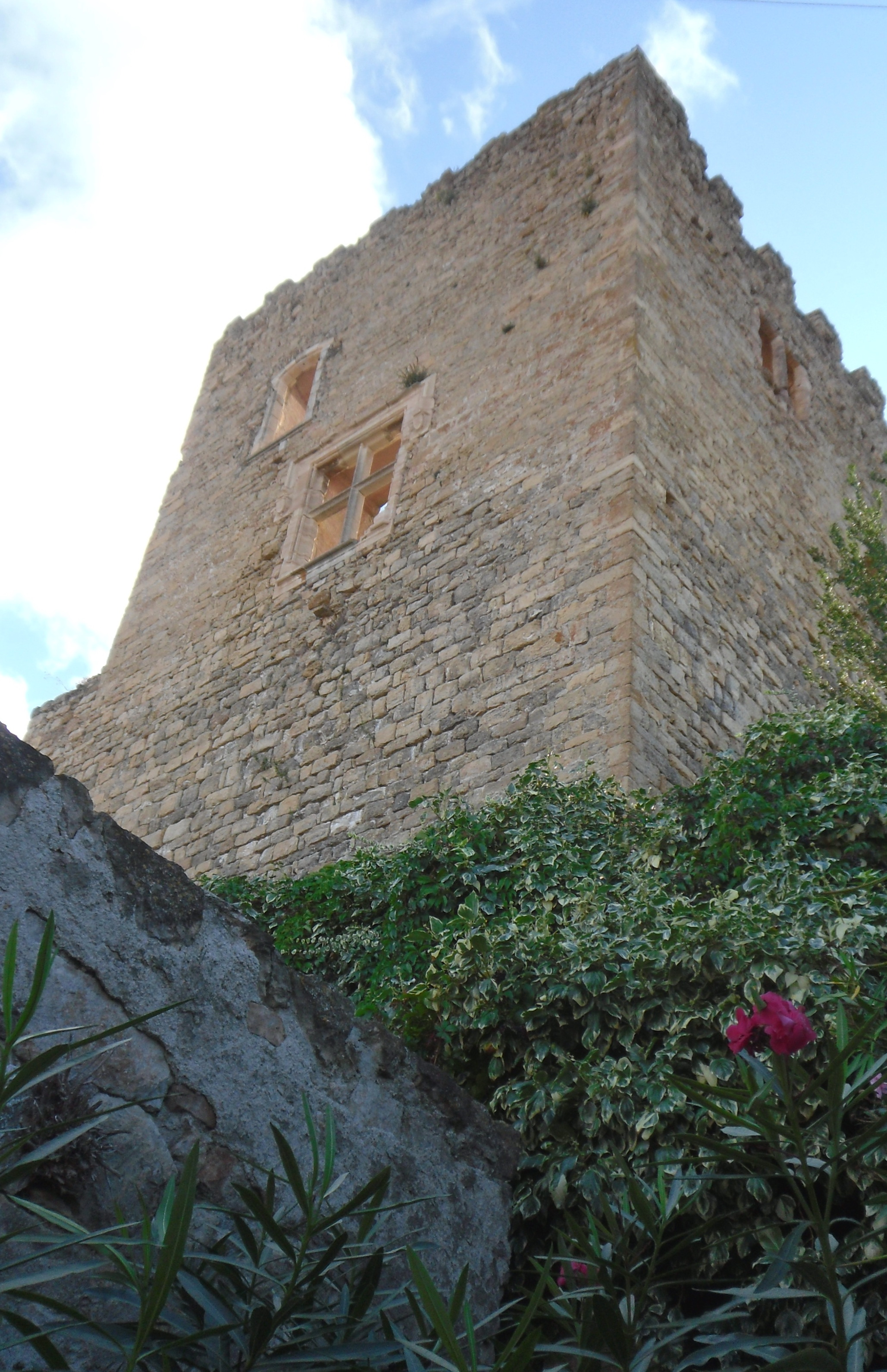
Chateau de Durban-Corbières
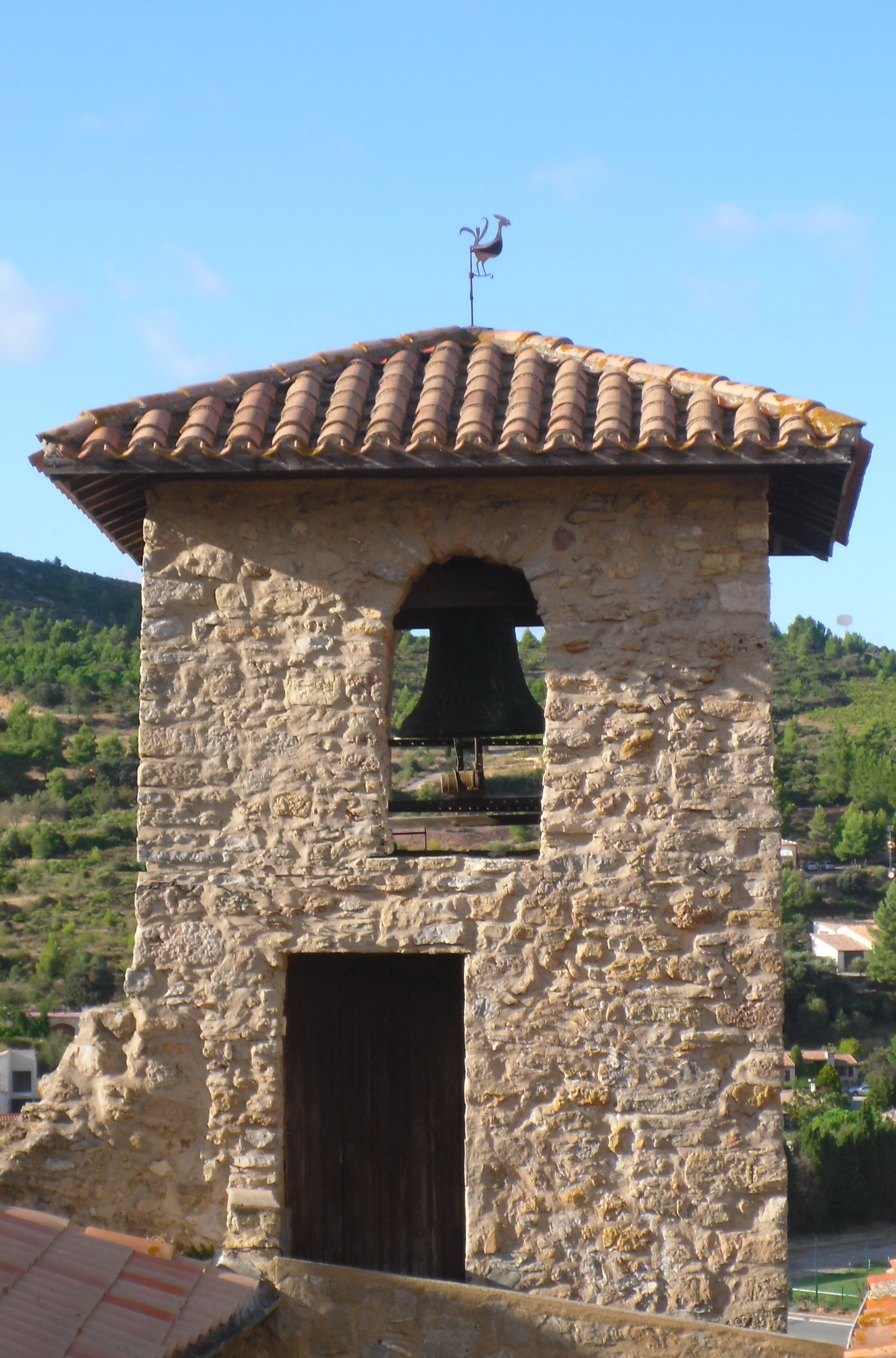
Chateau de Durban-Corbières
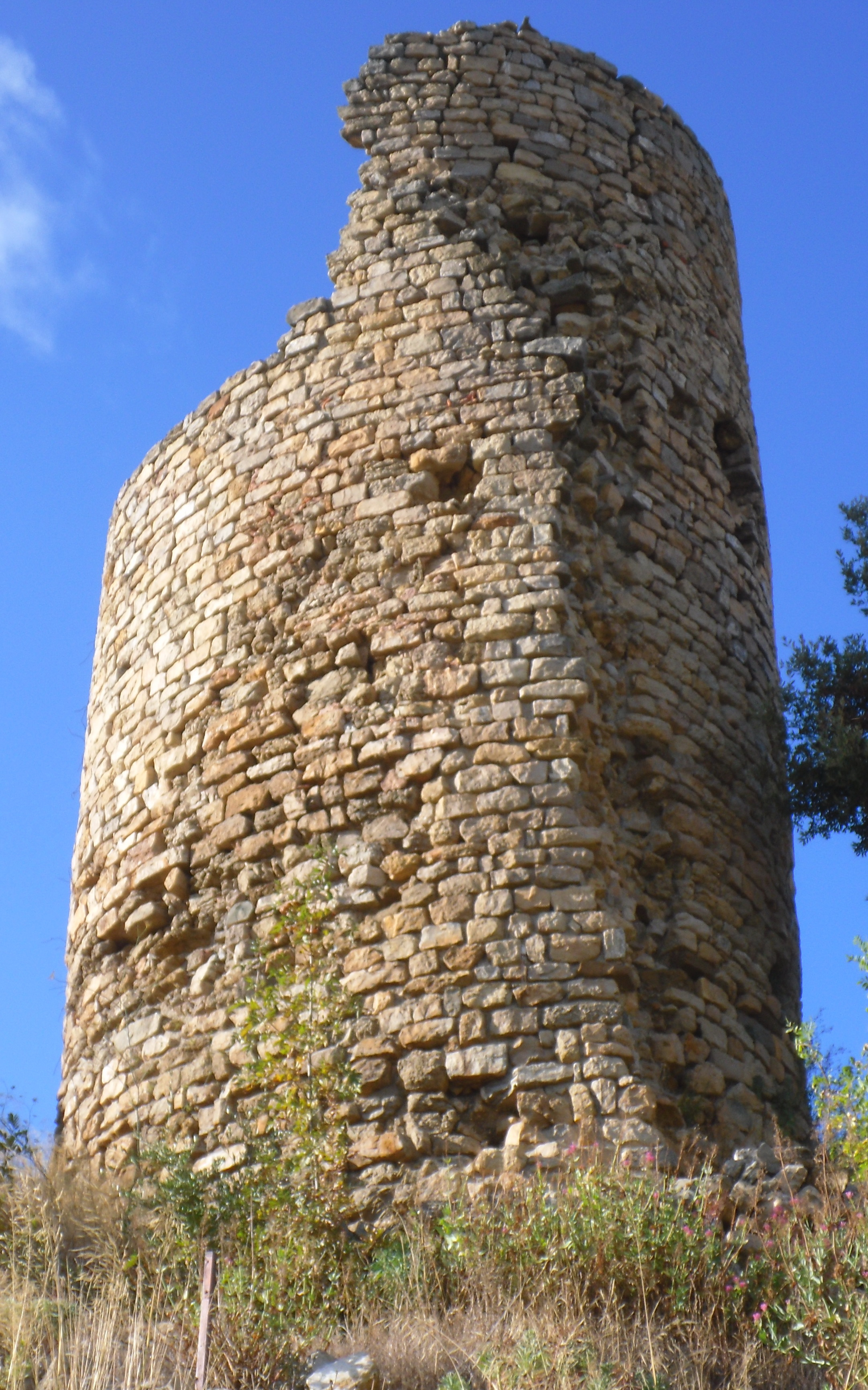
Chateau de Durban-Corbières
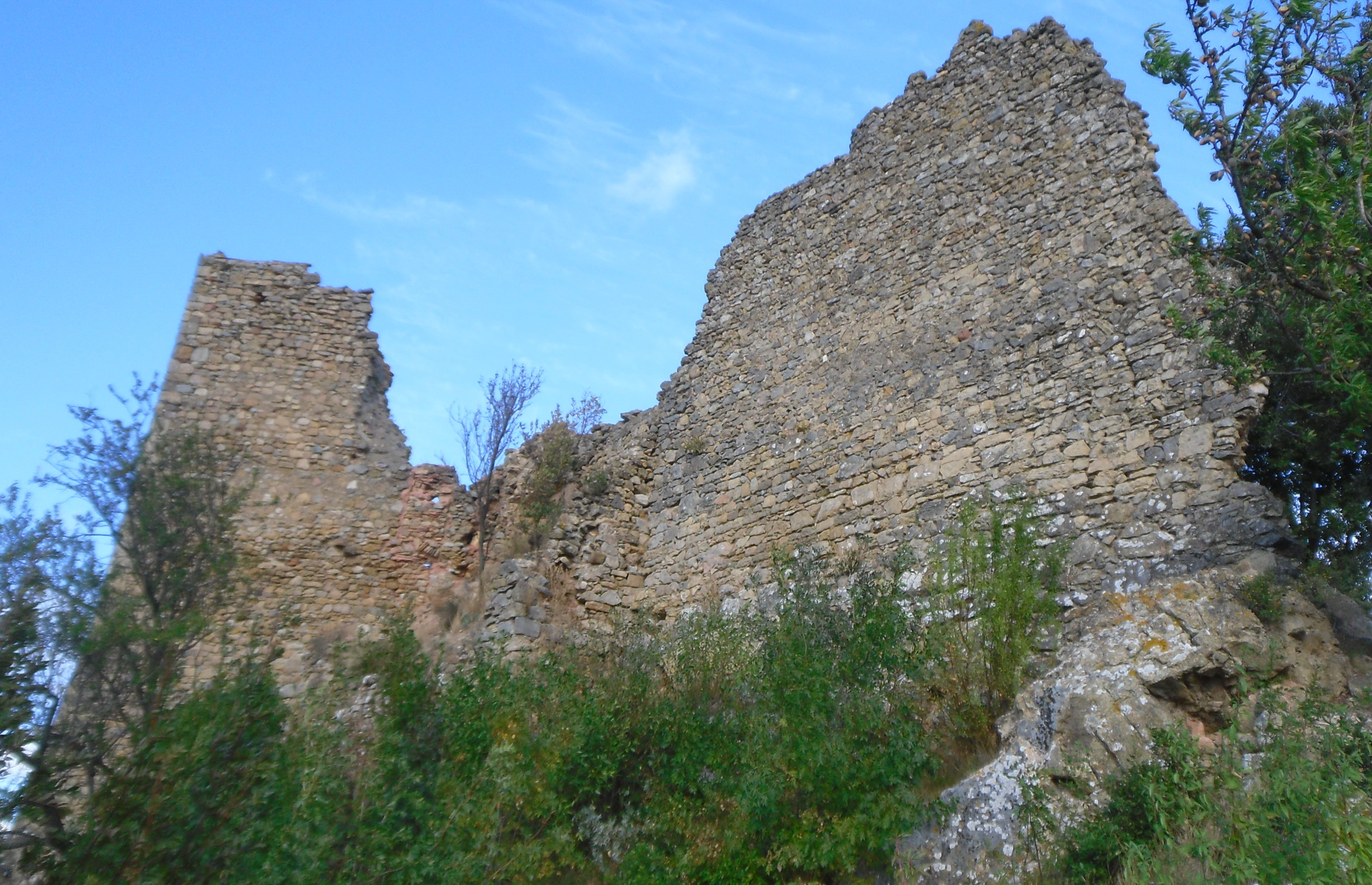
Chateau de Durban-Corbières
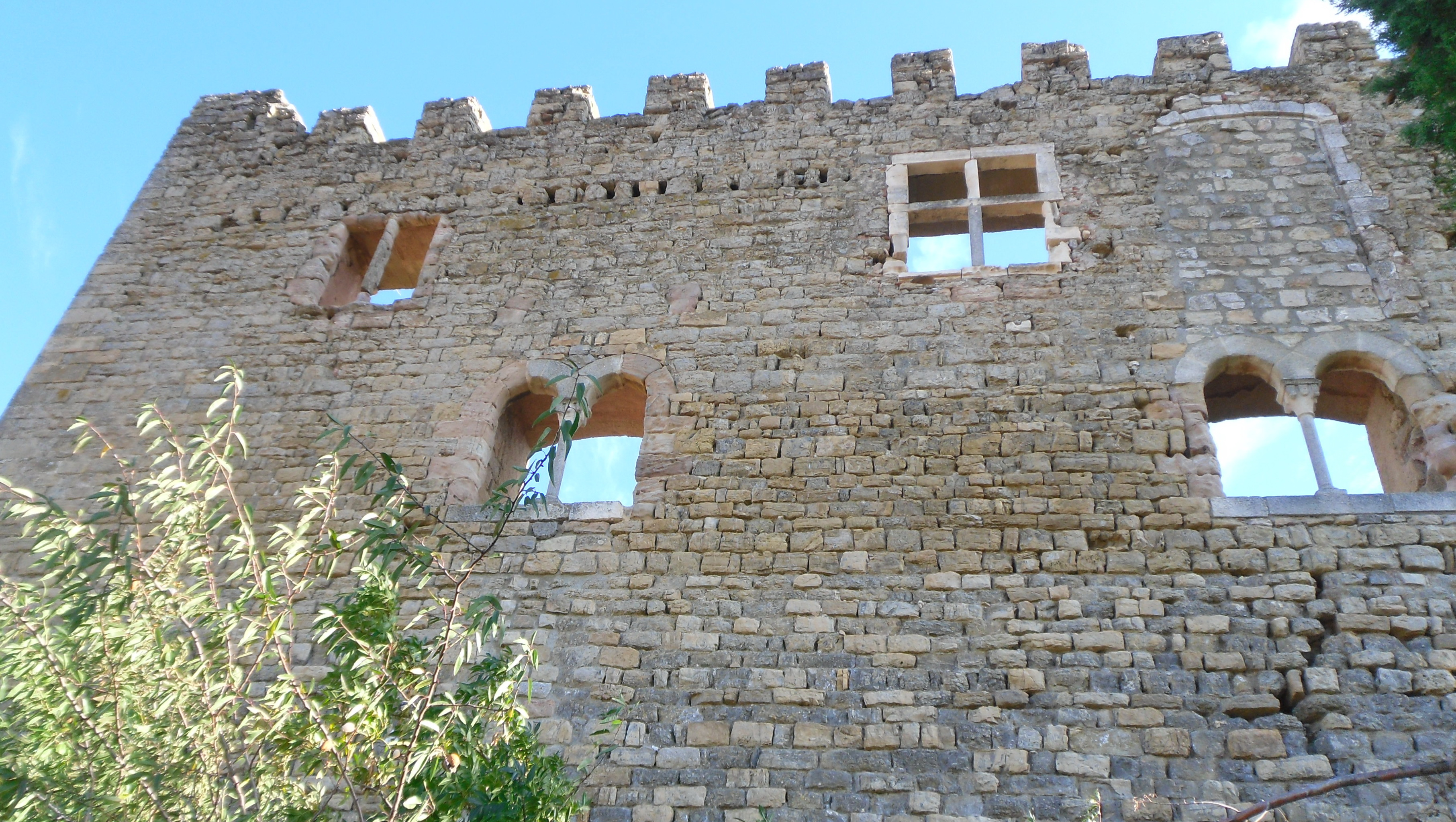
Chateau de Durban-Corbières
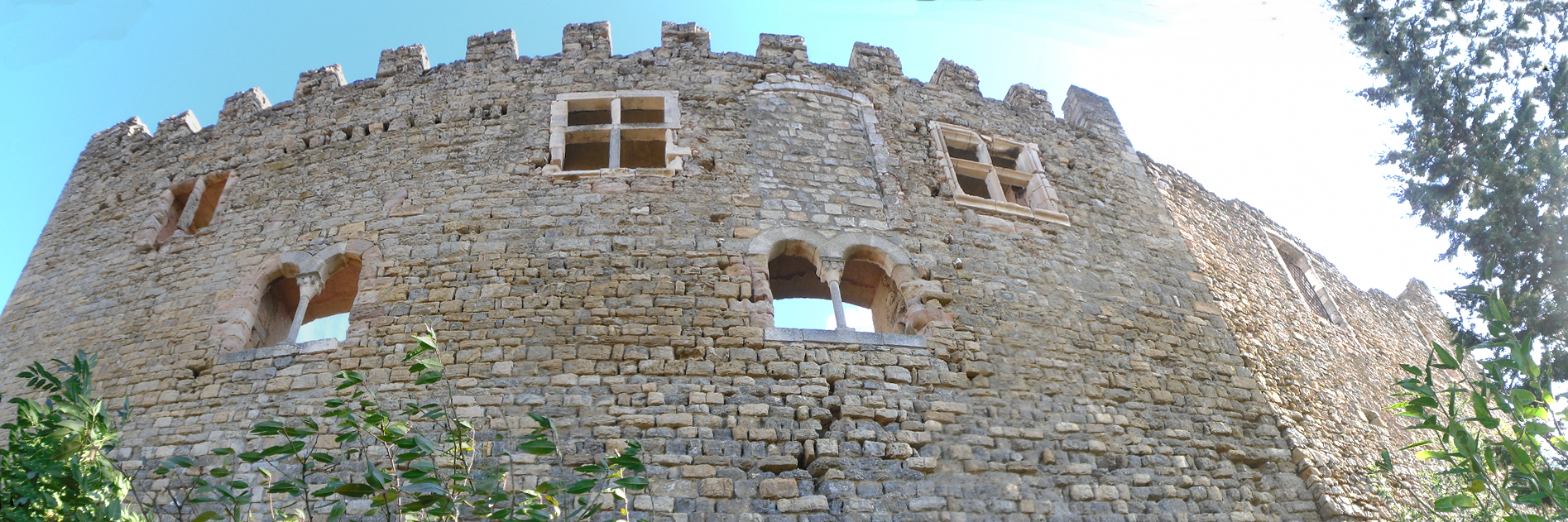
Chateau de Durban-Corbières
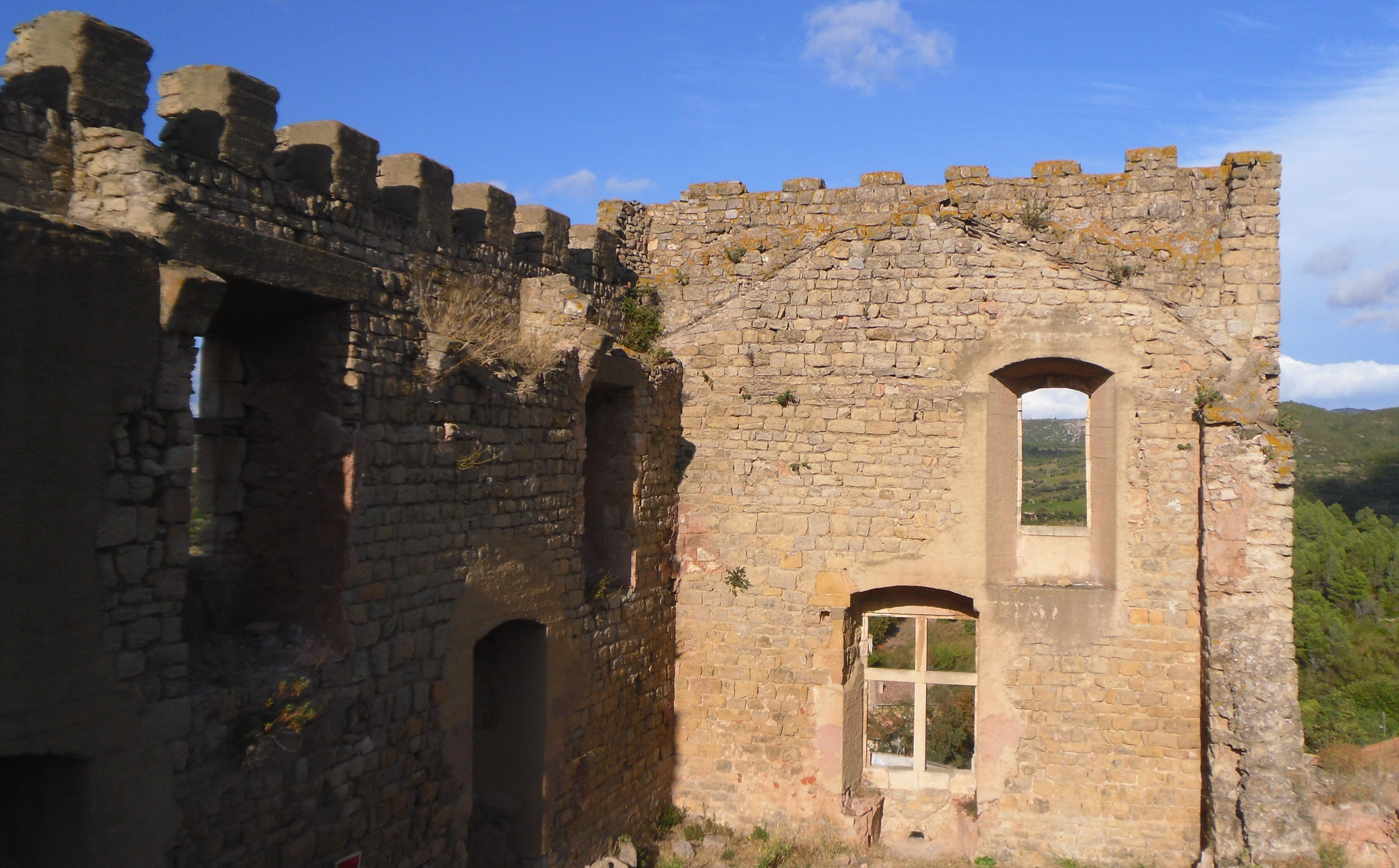
Chateau de Durban-Corbières
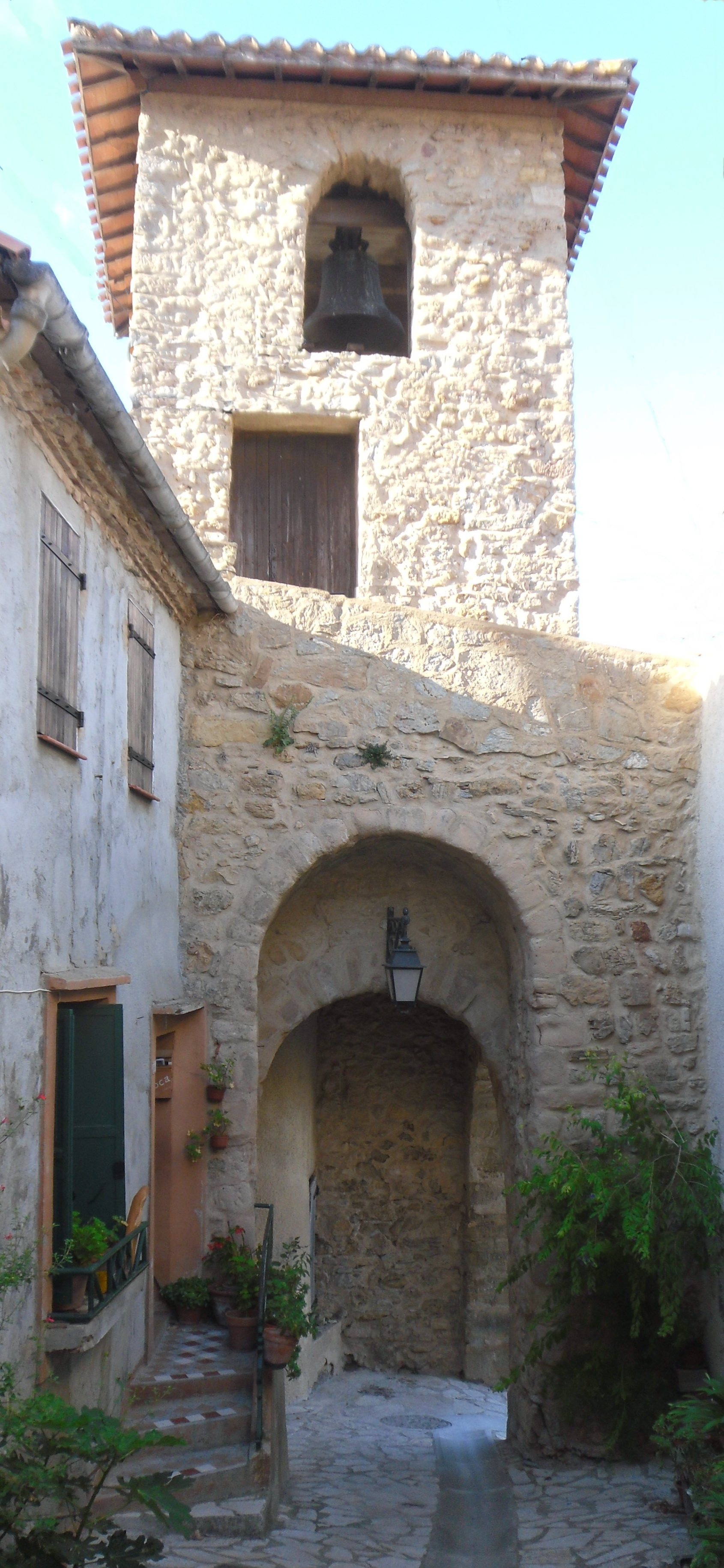
Chateau de Durban-Corbières
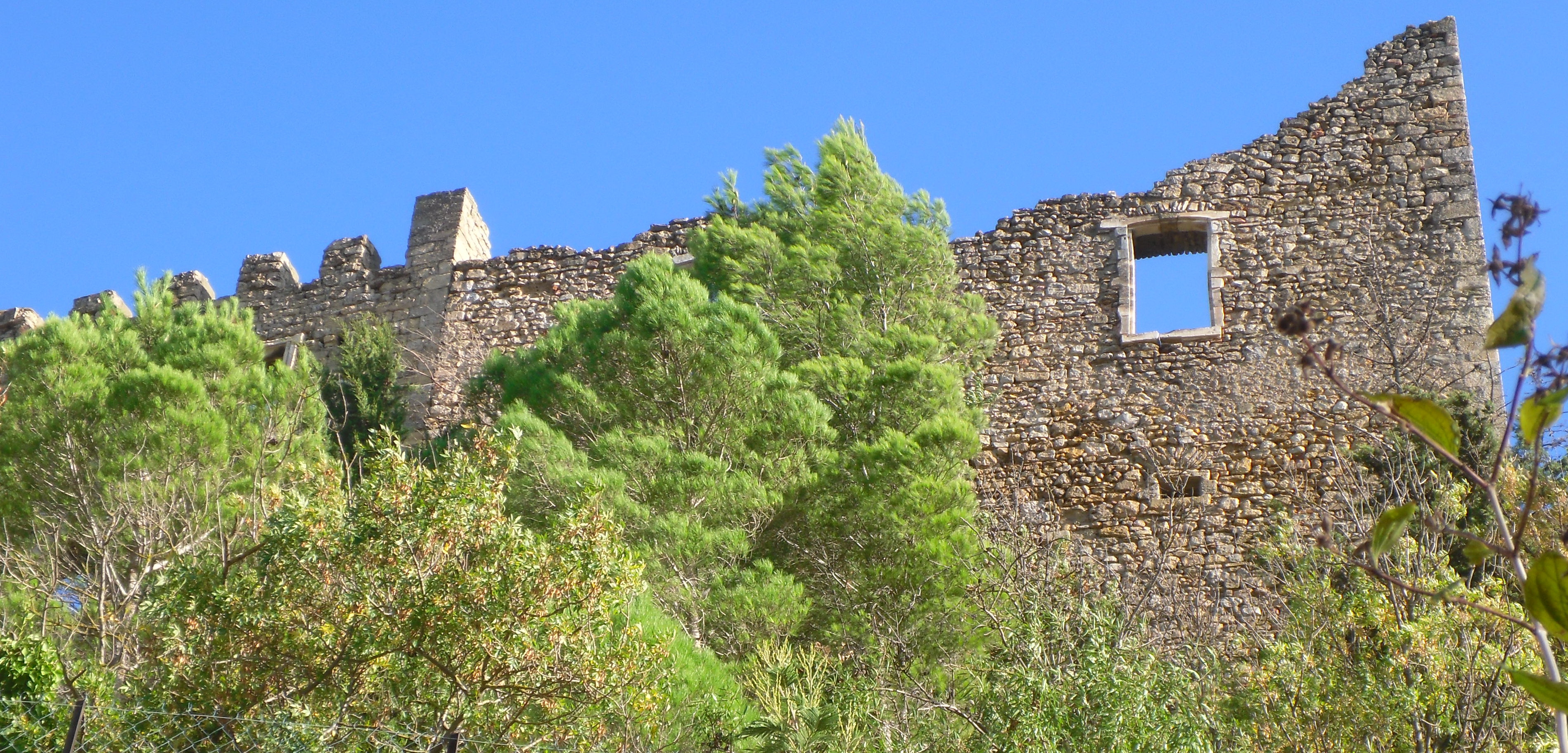
Chateau de Durban-Corbières
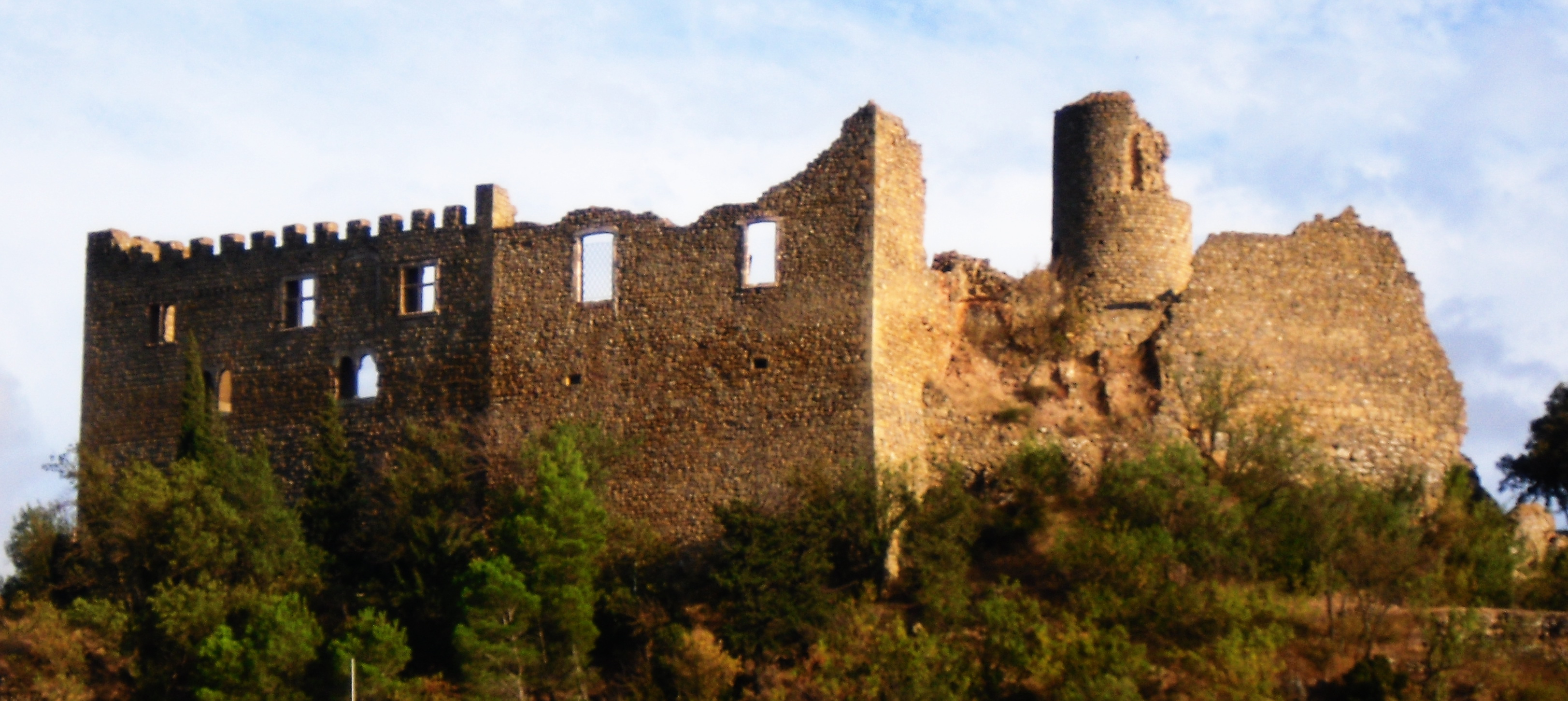
Chateau de Durban-Corbières
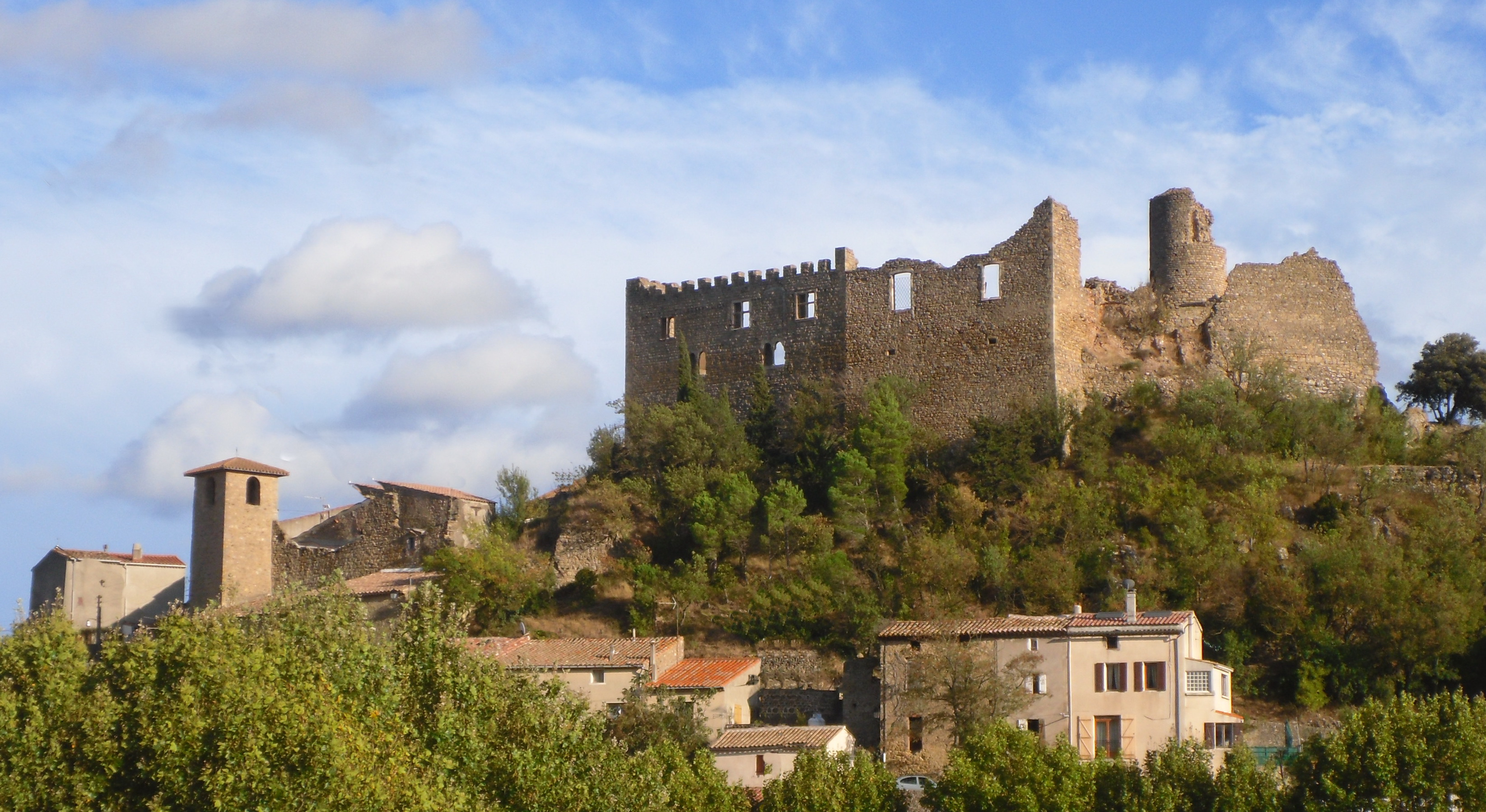
Chateau de Durban-Corbières
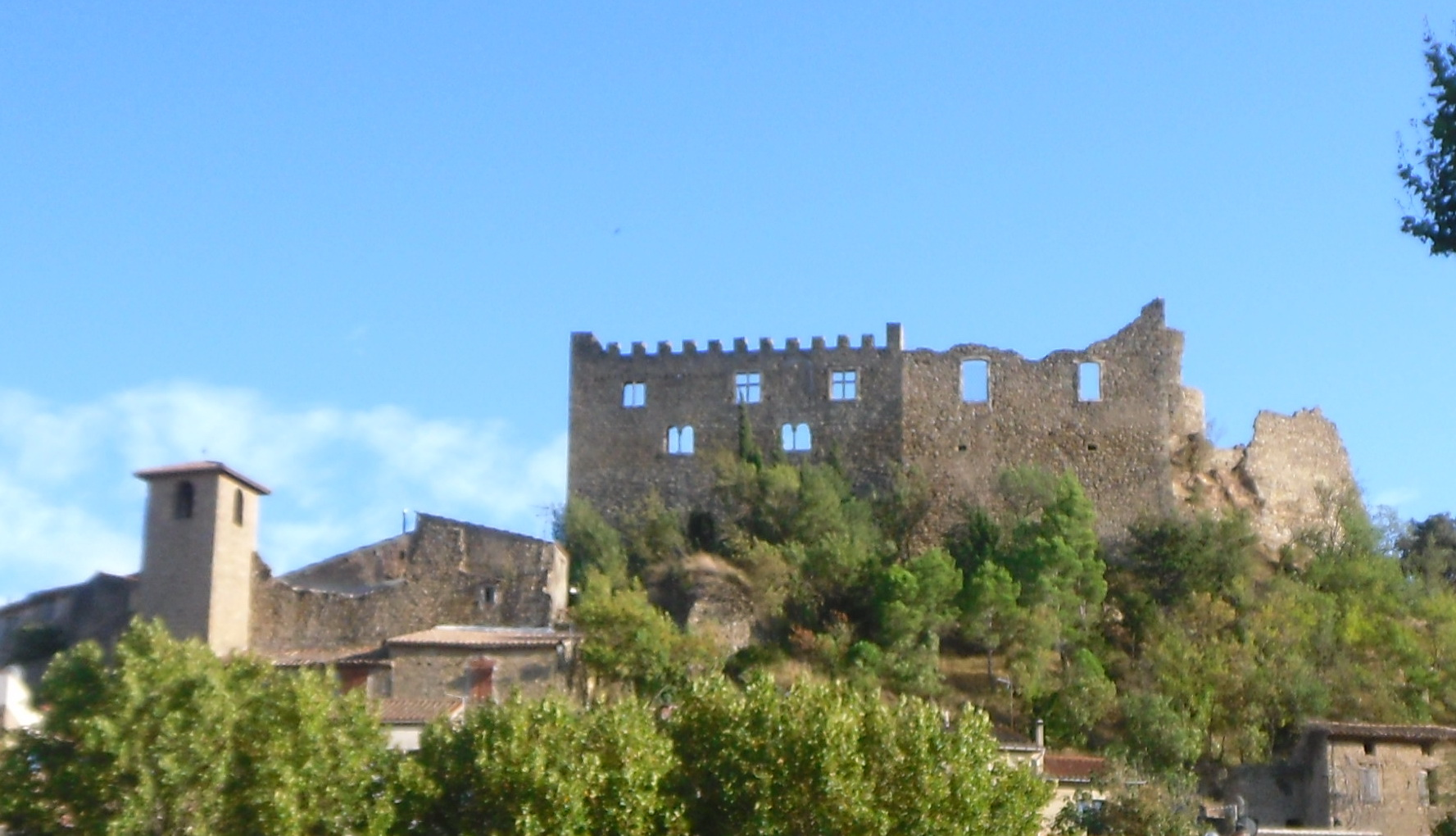
Chateau de Durban-Corbières
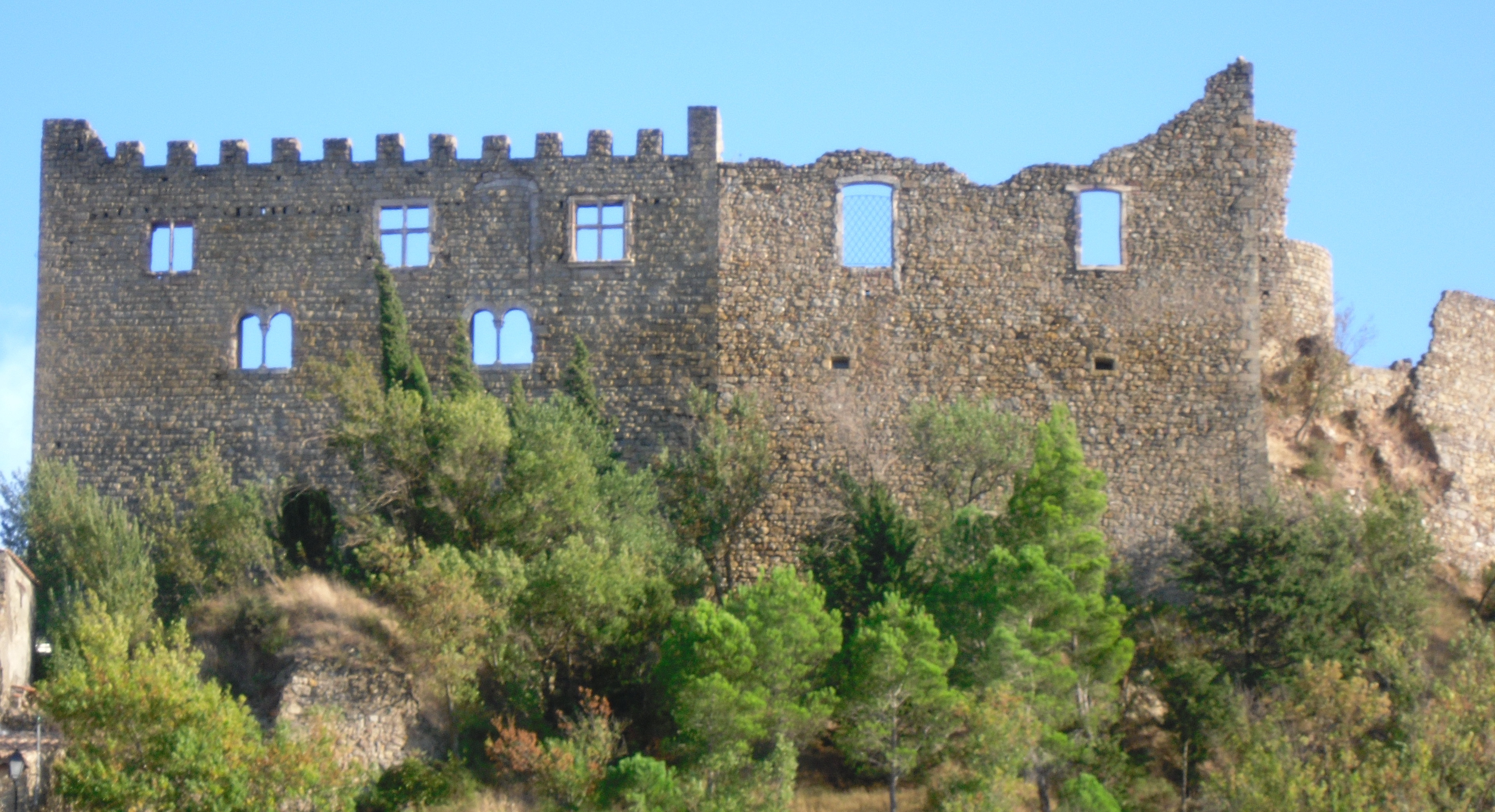
Chateau de Durban-Corbières